# Fundación Vicente Ferrer
La Fundación Vicente Ferrer es una organización no gubernamental para el desarrollo fundada por Vicente Ferrer en 1969 en Anantapur, Andhra Pradesh (India). Desde su creación está comprometida con el proceso de transformación y empoderamiento de las zonas rurales más empobrecidas y discriminadas.

## Trabajo
La Fundación Vicente Ferrer tiene el objetivo de sacar de la pobreza al mayor número posible de personas mediante un programa de desarrollo que trabaja todos los ámbitos imprescindibles para la transformación: educación, sanidad, vivienda, ecología y colectivos especialmente vulnerables como las mujeres y las personas con discapacidad.
Cree en las personas y en el poder de la acción, trabajando con las comunidades locales afectadas por la discriminación y la pobreza para lograr un desarrollo sostenible y la justicia social.
Los proyectos que la Fundación Vicente Ferrer ha llevado a cabo en Anantapur son, entre otros:
- La construcción y gestión de hospitales generalistas.
- La creación de centros médicos específicos para atender a enfermos de SIDA y dos orfanatos con 100 y 800 niños respectivamente afectados por el VIH.
- La construcción de miles de escuelas entre las que se incluye alguna especializada en la educación e integración social de niños ciegos y sordos para garantizarles un futuro. Según declara Anna Ferrer, su pretensión es, además de cuidar de estos niños, garantizarles un futuro.[5]
- Construcción de decenas de miles de viviendas para los más desfavorecidos, aquellos a los que la sociedad hindú considera intocables.
- La educación y el apoyo a la mujer.[6]
- Actuaciones contra la violencia de género para garantizar un hogar digno a las mujeres afectadas con la habilitación de una de las pocas casas para mujeres maltratadas en toda la India,
- Fomento del deporte femenino mediante la integración de las chicas en actividades deportivas como el fútbol. La actividad deportiva de las niñas en Anantapur pasó de no existir a tener una participación de más del 45% en 2021, en colaboración con LaLiga y su fundación para apoyar el programa de deportes que desarrolla la Anantapur Sports Academy (ASA).[7]

Las actividades alcanzan a más de 3.000 pueblos y benefician a casi tres millones de personas.
El año 2023 la Fundación Vicente Ferrer anunció su internacionalización, comenzando a expandir su proyecto a Nepal. Con una población de más de 30 millones de habitantes, según el IDH, se estima que alrededor de 770.000 menores de entre 5 y 12 años no están escolarizados y que una cuarta parte sufre las consecuencias del trabajo infantil, las peores cifras en términos relativos de todo el sur de Asia.  La FVF ha comenzado a desarrollar proyectos que se centran en promover la educación e inclusión de la infancia más vulnerable. Así como acompañar a otros colectivos como personas adultas con problemas de salud mental y las personas que las cuidan que, en la mayoría de casos, son sus hijos e hijas adolescentes.
En España, la Fundación desarrolla una labor de sensibilización y concienciación sobre la necesidad de continuar transformando zonas rurales en situación de pobreza extrema en los lugares donde tiene su ámbito de actuación. En la actualidad, la ONG de desarrollo tiene su sede central en Barcelona y siete delegaciones repartidas por todo el territorio español.

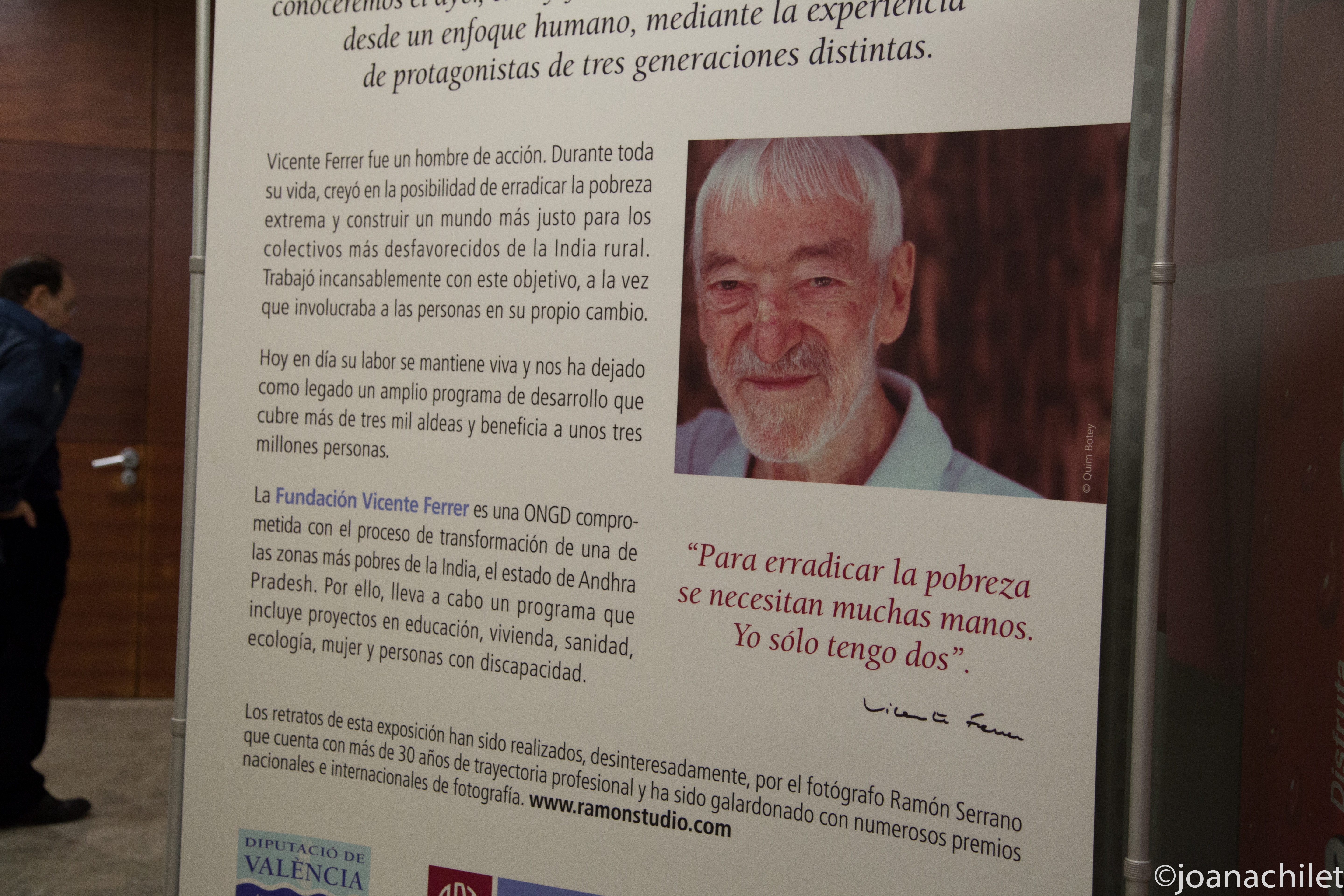
Exposición de la Fundación Vicente Ferrer

La Fundación mediante donaciones en su mayor parte en forma de padrinazgo (aproximadamente 130.000 niños apadrinados), emplea a casi 2400 personas, gestiona cinco hospitales, uno especializado en enfermos de sida y más de mil escuelas, entre ellas una para niños ciegos, una para sordos, una para niños con síndrome de down y otra para niños con minusvalías de todo tipo, alcanzando a tres millones de personas, la mayor parte dalit (los intocables, sin casta) a lo largo de más de 3000 municipios del estado indio donde tiene su sede.

## Historia
Vicente Ferrer fue por primera vez a la India (Bombay) como misionero de la Compañía de Jesús en 1952, sin embargo su trabajo allí propició la desconfianza de políticos y otros religiosos significando su expulsión en 1968 del país. Tras una manifestación de miles de personas en la que recorrieron 250 kilómetros, la primera ministra Indira Gandhi intervino en persona, pidiendo a Ferrer que volviera al país, aunque no a Bombay. Un año después volvió y se asentó en Anantapur (Andhra Pradesh) una de las zonas más pobres, se 
secularizó y fundó la Fundación Vicente Ferrer junto a Anne Perry, quien tras casarse con el exreligioso se cambiaría el nombre a Anna Ferrer.
Para asegurar las suscripciones al canal necesarias la FVF abrió su primera oficina en España en 1996.
El 19 de junio de 2009 falleció su líder y fundador Vicente Ferrer, tras recaer después de haber sufrido una embolia cerebral tres meses antes. Tanto a su capilla ardiente como a su entierro en Bathalapalli acudieron decenas de miles de personas.
El 1 de febrero de 2010, una plataforma independiente presentó en Oslo la candidatura de la Fundación Vicente Ferrer al Premio Nobel de la paz.

## Premio Vicente Ferrer
El Vicente Ferrer es un premio a la cooperación creado por la Agencia Española de Cooperación Internacional para el Desarrollo (AECID) y el Ministerio de Educación y concedido anualmente desde el 14 de septiembre de 2009. Miembros de la Fundación, así como familiares de Ferrer, son parte del jurado.

## Premios
- Premio Príncipe de Asturias de la Concordia 1998 a Vicente Ferrer Moncho (En inglés Rural Development Trust (RDT), en español Fondo de Desarrollo Rural o Fundación Vicente Ferrer).
- Premio 10 Años, 10 Protagonistas, entregado por el Canal de Historia España en su décimo aniversario.[14]
- Carta de reconocimiento del expresidente de la República India, Sri K.R. Narayana a los proyectos de desarrollo de la Fundación Vicente Ferrer en la India, en 1998.
- Miembro de la Comisión para la Erradicación de la Pobreza, del Gobierno de Andhra Pradesh, en el 2000.
- Premio "Population Control Board", del Estado de Andhra Pradesh, concedido por el buen trabajo realizado en nuestros hospitales, en el 2000, 2003,2006 y 2008.
- Premio a la Preservación y Control del Agua, de Andhra Pradesh, en 2003.
- Premio a la Mejor Gestión Hospitalaria de Residuos Biomédicos, en 2003 y 2010.
- Miembro del Gobierno - Comité de Coordinación de ONG para el desarrollo rural y urbano, del Gobierno de Andhra Pradesh, 2006-2010.
- Premio al mejor programa de prevención vertical de Anantapur, del gobierno de Andhra Pradesh, en 2011.
- Premio DKV Medicina y Solidaridad al proyecto "Cirujanos Ortopédicos Voluntarios", Zaragoza, en 2014.
- Premio Hamsa en Categoría de Servicio Social. Estado de Andra Pradesh, en 2015.
- Premio al Servicio de la Comunidad Telugu en Estados Unidos, EUA. Asociación Telugu de Norteamérica (NATA), en 2016.
- Premio Internacional Jaime Brunet a la promoción de los Derechos Humanos de la Universidad Pública de Navarra.
- Premio Cruz Roja Española en Andalucía, en la categoría Cooperación Internacional, en 2019.
- Premio Nacional de Promoción del Deporte del Gobierno de la India en 2019.